# Дункельман, Бен
Бенджамин (Бен) Дункельман (англ. Ben Dunkelman;  26 июня 1913, Торонто, Канада – 11 июня 1997, там же) — офицер канадской армии во время Второй Мировой войны; с 1948 года служил в Армии обороны Израиля командиром 7-й танковой бригады.
.

## Биография
Бен Дункельман родился в канадском городе Торонто в еврейской семье иммигрантов из Польши. Его отец Давид основал сеть оптовых магазинов, торгующих мужскими костюмами; мать Роза была президентом североамериканской женской сионистской организации «Хадасса». С детства Бен Дункельман воспитывался в духе сионизма.
В возрасте 18 лет он отправляется в Палестину, где работал в сельскохозяйственной коммуне, а через год, в 1932 г. вернулся в Торонто помогать в семейном бизнесе.

## Служба в канадской армии
C началом Второй Мировой войны в 1939 году, Бен Дункельман попытался поступить на службу в Королевский канадский военно-морской флот, но антисемитизм, царивший тогда на флоте, воспрепятствовал его карьере моряка. Вместо этого он был зачислен рядовым в Собственный королевский полк, где в ходе боевых действий дослужился до звания майора.
6 июня 1944 года в должности командира роты Дункельман участвовал в высадке в Нормандии на пляже «Джуно».
Служба Дункельмана в полку была отмечена рядом благодарностей. За участие в Хохвальдской кампании он был представлен к награде орденом Великобритании «За выдающиеся заслуги». Дункельман участвовал в тяжёлых боях на севере Франции, в Бельгии, Нидерландах и Германии; в том числе, в кровавом сражении при Кане, в Фалезской операции и в битве на Шельде, которая привела к освобождению Антверпена.
После войны Дункельману предложили командовать 1-м батальоном Собственного королевского полка, но он отказался и вернулся в Торонто, где продолжил семейный бизнес. Однако, обострение обстановки в Палестине, вскоре привёдшее к Арабо-израильской войне, изменило его планы.

## Служба в израильских вооружённых силах
В марте 1948 года Дункельман прибыл в Израиль по поддельному британскому паспорту. Эта уловка потребовалась, чтобы обойти введённые британским правительством ограничения на въезд еврейской молодёжи на подмандатную территорию. Дункельман прибыл в то время, когда израильской армии не хватало офицеров, имеющих боевой опыт. Сначала он принял командование миномётной группой в Махаль – легионе сформированном из  иностранных добровольцев, приехавших бороться за независимость Израиля. Способности Дункельмана и его навыки в обращении с миномётами стали известны израильскому Верховному командованию. Ицхак Рабин назначил его в штаб офицером планирования. Дункельман принял участие в боевых операциях «Харель», «Иевусей» и сыграл важную роль в планировании «Дерех Бурма» – строительстве дороги, которая привела к прорыву блокады Иерусалима.
Вскоре после этого Дункельман стал командиром 7-й танковой бригады, созданной Шломо Шамиром уже в ходе боевых действий, и немедленно брошенной в кровопролитное сражение на фронте в районе Латруна Там бригада понесла тяжёлые потери. Дункельман реорганизовал её и подготовил к бою. В своей автобиографии, названной «Двойное подданство», Дункельман повествует об участии его бригады в операции «Декель», в ходе которой был занят город Назарет.
Дункельман был в числе тех, кто подписал с жителями Назарета документ о сдаче города израильской армии.

Пройдя ближе к центру, солдаты встретили несколько местных христианских священнослужителей, которые попросили провести их к командиру. Придя ко мне, они попросили считать Назарет открытым городом и приказать солдатам не стрелять. Я пообещал не причинять вреда ни городу, ни жителям, в случае безоговорочной капитуляции. Они пошли в арабский гарнизон обсудить этот вопрос, я же стал присматривать подходящий дом для размещения штаба.
— Бен Дункельман, «Двойное подданство» Глава 25 
Дункельман отказался выполнить последовавший затем приказ Хаима Ласкова о депортации арабского населения, после чего по приказу командующего Северным военным округом генерала Моше Кармеля был смещён с должности военного губернатора. Передавая дела, он взял со своего преемника Абрахама Йаффе слово офицера соблюдать условия сдачи Назарета. Конфликт завершился отказом Бен-Гуриона от депортации населения Галилеи.
Дункельман продолжал командовать 7-й танковой бригадой до конца войны, принимал участие в ходе операции «Хирам» в сражении за Верхнюю Галилею.
Когда завершились боевые действия, Давид Бен-Гурион предложил Дункельману возглавить бронетанковые силы израильской армии.

Бен-Гурион высоко оценил мой отчёт по военным вопросам, позже он был принят израильской армией и полностью реализован. Бен-Гурион выразил надежду, что я останусь в армии и предложил возглавить все бронетанковые войска! Принять такое предложение было большой честью и большим испытанием. Согласие открывало путь к самой верхней ступени военной иерархии.
…
Блестящая перспектива находиться у самой вершины, риск и ответственность со славой и почётом, всё это могло стать большой удачей, определённо изменившей бы мою жизнь. Но в итоге я отказался по той же причине, по которой отказался от должности командира 1-го батальона Собственного Королевского полка: я не солдат. Если во время войны потребуются солдаты – я буду там, в мирное же время хочу снять форму и вернуться к нормальной штатской жизни.
Бен-Гурион, принял аргументацию моего отказа. Принял и предположение, что сейчас я буду более полезен на гражданском поприще.
— Бен Дункельман, «Двойное подданство» Глава 29 
В ходе боевых действий Дункельман повстречал Яэль Лифшиц, служившую в израильской армии секретаршей. Свадьбу сыграли в ноябре 1948 года.

## Гражданская жизнь
После войны Дункельман вернулся в Торонто, где занялся семейным бизнесом, а затем расширил и продал его в 1967 году. Позже Дункельман и его жена Яэль владели гостиницей и несколькими ресторанами.
В 1973 году отмечалось 25-летие 7-й танковой бригады, куда Дункельман был приглашён почётным гостем.
В 1976 году была издана его книга «Двойное подданство», в которой Дункельман позиционирует себя, как патриота Канады, и в то же время, – как патриота еврейского народа и государства Израиль.

Двойное подданство дало мне радость двух жизней. Когда я думаю о доблестных солдатах двух армий, сражавшихся и умиравших около меня, понимаю, как мне повезло так много прожить, так много увидеть, так много прочувствовать.
Мне выпало очень большое счастье. 
— Бен Дункельман, «Двойное подданство» Глава 30 
Бенджамин Дункельман скончался в 1997 году в Торонто, оставив жену Яэль (скончалась в 2016 году), четырёх дочерей и двух сыновей.

## Интересные факты
- Именем Бена Дункельмана в Израиле назван мост «Гешер Бен» на северной трассе, граничащей с Ливаном.
- Автобиография Дункельмана[1]  была переведена на русский язык Марком Дубинским в 2009 году.
- Бену Дункельману посвятил стихотворение[2] израильский поэт Давид Блюм.